# Givraines
Givraines település Franciaországban, Loiret megyében. Lakosainak száma 420 fő (2022. január 1.). Givraines La Neuville-sur-Essonne, Barville-en-Gâtinais, Boësses, Boynes, Échilleuses, Gaubertin és Yèvre-la-Ville községekkel határos.

## Népesség
A település népességének változása:
| Lakosok száma | 354  | 284  | 326  | 338  | 420  | 421  | 414  | 414  | 413  | 420  |
|               | 1968 | 1982 | 1990 | 2006 | 2013 | 2015 | 2017 | 2019 | 2020 | 2022 |